# Sturmtief Xavier
Das Sturmtief Xavier war ein schnellziehender, schwerer Sturm mit Orkanböen, der in der Zeit vom 4. bis zum 6. Oktober 2017 über das nördliche und östliche Mitteleuropa zog und große Schäden verursachte. Perils beziffert den versicherten Schaden mit 324 Mio. Euro. Neun Menschen starben durch Wirkungen des Sturms, sieben in Deutschland, zwei in Polen.

## Verlauf
Das Sturmtief Xavier bewegte sich in der Nacht vom 4. auf den 5. Oktober 2017 über Großbritannien zur Nordsee und erreichte am späten Vormittag das deutsch-dänische Grenzgebiet. Die Entwicklung erfolgte typisch nach einer Shapiro-Keyser-Zyklogenese. Im Verlauf des 5. Oktober verstärkten sich die Sturmfelder auf der West- und Südflanke. Der Sturm erreichte gegen Mittag den Nordwesten Deutschlands (Niedersachsen, Schleswig-Holstein) und überquerte am Nachmittag Sachsen-Anhalt und die südlichen Bereiche Mecklenburg-Vorpommerns. Gegen Abend herrschte  in Brandenburg, Berlin, Thüringen und Sachsen schwerer Sturm (10 Bft), teilweise mit Orkanböen (12 Bft). Die stärkste Bö im Flachland wurde mit 136 km/h in Berlin-Wannsee registriert, auf dem Brocken waren es 177 km/h.
Im weiteren Verlauf wurde von der polnischen Wetterwarte Schneekoppe auf der Grenze zu Tschechien  die stärkste Bö mit 201 km/h gemessen. Dies ist nach den 216 km/h, die während des Orkan Kyrill dort gemessen wurden, der zweithöchste im Bergland  seit Beginn der Aufzeichnungen gemessene Wert.

## Auswirkungen

### Deutschland
In Berlin, Hamburg, Brandenburg und Mecklenburg-Vorpommern kamen durch das Sturmtief sieben Menschen ums Leben.
In Berlin wurde die Journalistin Sylke Tempel von einem Baum erschlagen.

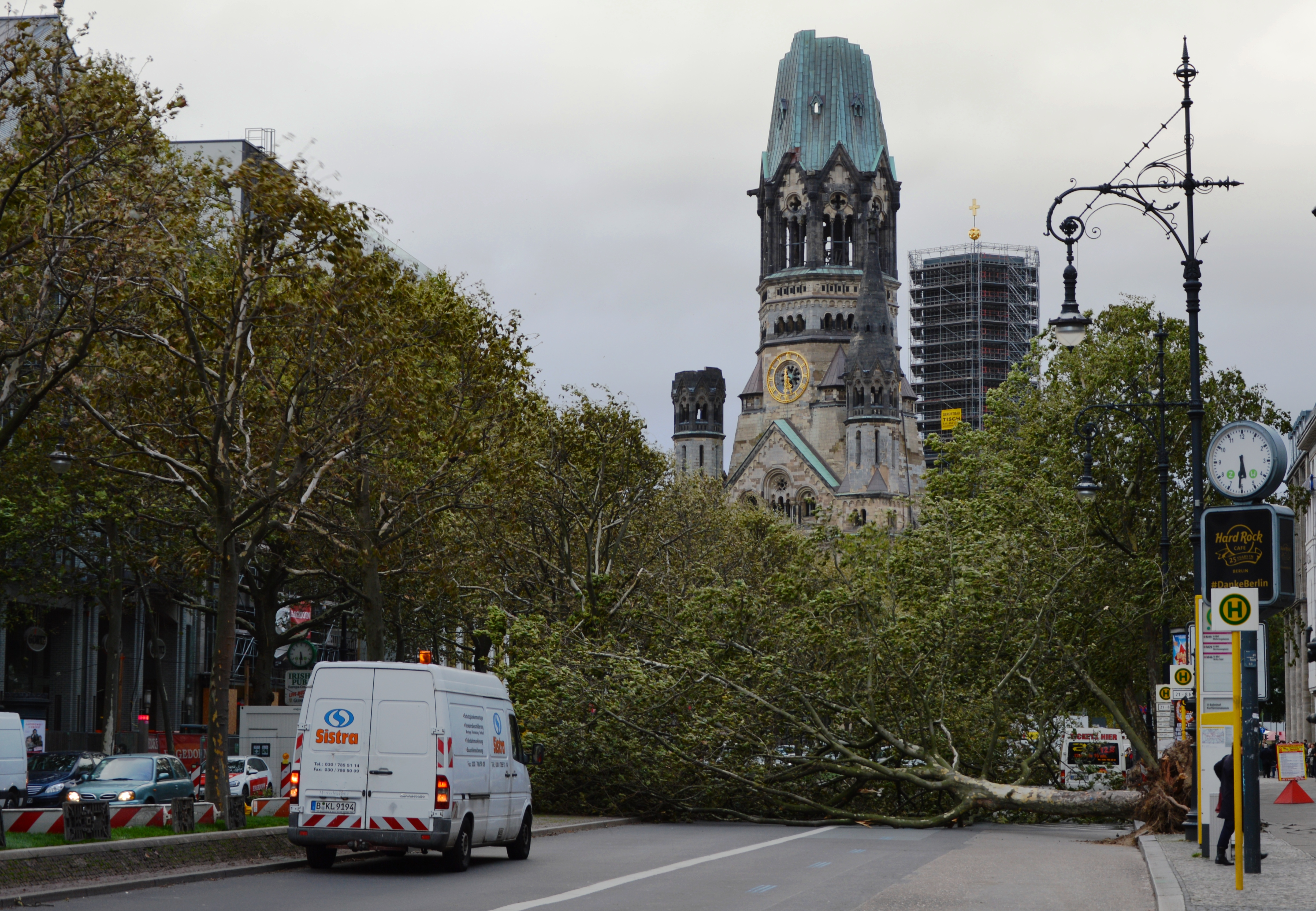
Umgestürzte Bäume vor der Berliner Gedächtniskirche

Weil die Bäume – anders als bei späten Herbststürmen – noch voll belaubt waren, boten sie dem Sturmtief große Angriffsflächen. Daher kam es verbreitet zu Windbruch.
Die Bahn stellte den Verkehr auf vielen Strecken ein. 240 Fern- und 7800 Regionalverkehrszüge fielen aus, 500 Schadstellen im Netz wurden registriert. 400 Passagiere wurden aus dem Eurocity von Amsterdam nach Berlin kurz nach der niederländisch-deutschen Grenze evakuiert. Die Deutsche Bahn sowie Privatbahnen richteten in etlichen großen Bahnhöfen als beheizten Aufenthalt für gestrandete Passagiere während der Nächte Hotelzüge ein.
In Berlin und Potsdam wurde für mehrere Stunden während des Berufsverkehrs
die Berliner Stadtautobahn und beide Flughäfen gesperrt und der oberirdische öffentliche Nahverkehr eingestellt.
Die Berliner Feuerwehr arbeitete in dieser Zeit über 3000 wetterbedingte Einsätze ab.

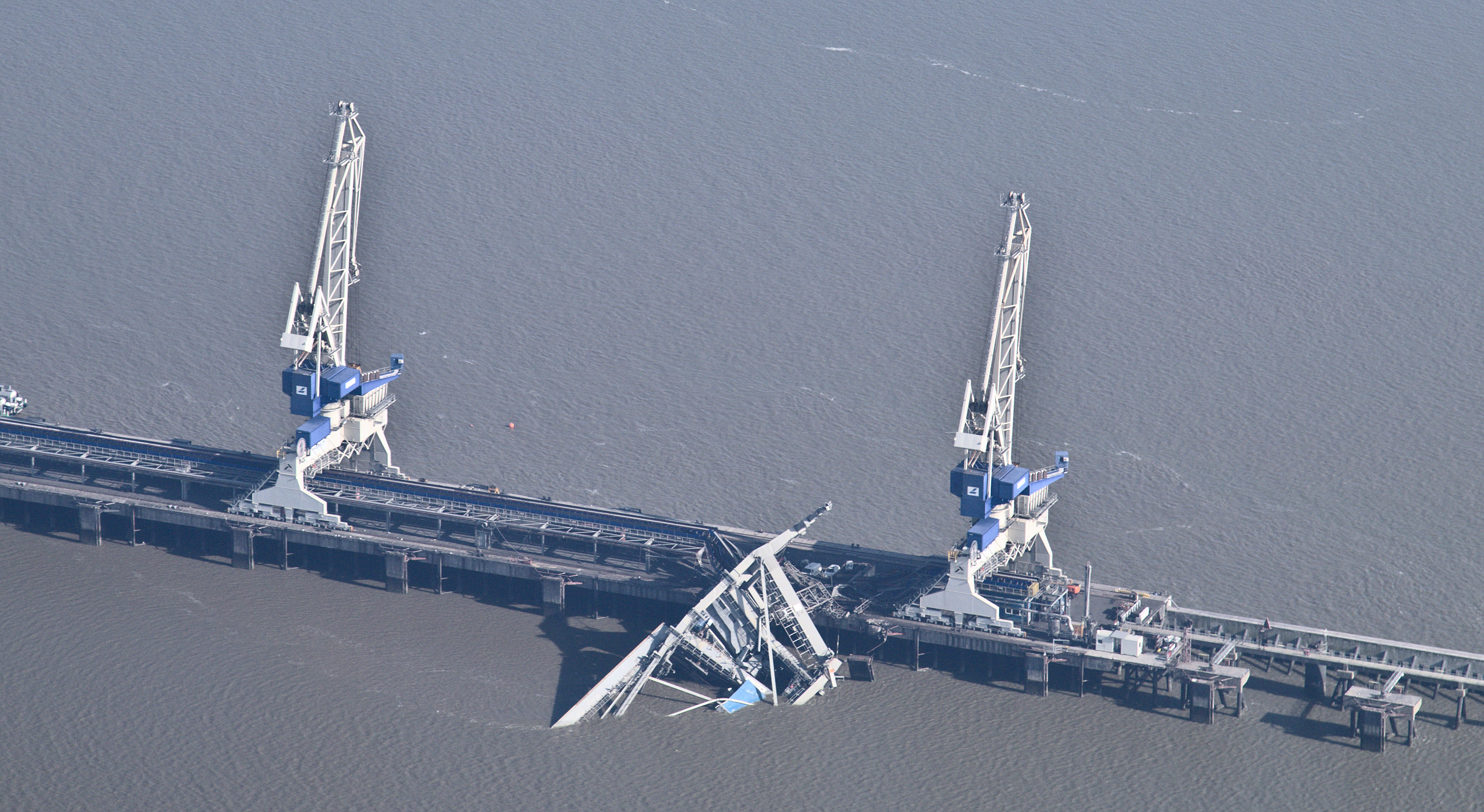
Umgestürzter Verladekran auf der Niedersachsenbrücke in Wilhelmshaven

An der Niedersachsenbrücke im Hafen von Wilhelmshaven stürzte der Sturm einen über 1000 Tonnen schweren Verladekran in die Jade. Der Schaden wurde auf über eine Million Euro geschätzt.
Mehrere Bahnstrecken wurden so stark beschädigt, dass sich der Verkehr erst in den folgenden Wochen normalisierte, es kam noch zwei Wochen später zu Behinderungen.

### Polen
In Polen wurden zwei Menschen durch den Sturm getötet (Woiwodschaft Lebus, Woiwodschaft Großpolen) und 39 verletzt. Besonders betroffen waren der Westen und Süden des Landes. Gesperrt waren mehrere Nationalstraßen und Bahnlinien.
Vorübergehend waren rund 800.000 Bewohner ohne Strom. Rund 40.000 Helfer waren im Einsatz, die Einsatzkräfte wurden zu rund 10.000 Einsätzen in Polen gerufen.

### Tschechien
In Tschechien rückten die Feuerwehren zu hunderten Einsätzen aus. Ein Regionalzug fuhr bei Bělá u Staré Paky gegen einen umgestürzten Baum. Mehrere Bahnstrecken und Straßen wurden wegen umgestürzter Bäume komplett gesperrt.

### Versicherte Schäden
Der Gesamtschaden in Europa beläuft sich auf rund 500 Mio. USD, wovon die Versicherer rund 350 Mio. Euro bezahlten. Der Großteil entstand in Deutschland. Der Gesamtverband der Deutschen Versicherungswirtschaft (GDV) beziffert ihm mit 280 Mio. Euro für die Sachversicherung. Kurz nach dem Ereignis waren die Versicherungsmathematiker von Meyerthole Siems Kohlruss (MSK) noch von einem Schaden unter 200 Mio. Euro ausgegangen.